# Deutsche Skilanglauf-Meisterschaften 2018
Die Deutschen Skilanglauf-Meisterschaften 2018 fanden in Reit im Winkl statt. Massenstartrennen, Teamsprint und Staffel wurden vom 23. bis zum 25. März 2018 im Langlaufstadion Reit im Winkl ausgetragen. Die Rennen wurden vom WSV Reit im Winkl ausgerichtet.

## Ergebnisse Herren

### 30 km klassisch Massenstart
| Platz | Name                 | Verein                        | Zeit        |
| ----- | -------------------- | ----------------------------- | ----------- |
| 1     | Thomas Bing          | Rhöner WSV                    | 1:14:17,4 h |
| 2     | Jonas Dobler         | SC Traunstein                 | 1:14:21,4 h |
| 3     | Thomas Wick          | SCM Zella-Mehlis              | 1:14:27,6 h |
| 4     | Valentin Mättig      | WSC Erzgebirge Oberwiesenthal | 1:14:29,7 h |
| 5     | Janosch Brugger      | WSG Schluchsee                | 1:14:32,8 h |
| 6     | Sebastian Eisenlauer | SC Sonthofen                  | 1:14:41,1 h |
| 7     | Florian Notz         | SZ Römerstein                 | 1:14:43,9 h |
| 8     | Richard Leupold      | SK Dresden-Niedersedlitz      | 1:15:14,7 h |
| 9     | Josua Strubel        | SC Seebach                    | 1:15:14,7 h |
| 10    | Florian Rohde        | SC/TV Gefrees                 | 1:15:56,4 h |

Datum: 24. März

Am Start waren 35 Teilnehmer.

### Teamsprint Freistil
| Platz | Landesverband     | Name                              | Verein                              | Zeit        |
| ----- | ----------------- | --------------------------------- | ----------------------------------- | ----------- |
| 1     | Thüringen         | Thomas Wick Thomas Bing           | SCM Zella-Mehlis Rhöner WSV         | 20:58,5 min |
| 2     | Bayern            | Jonas Dobler Sebastian Eisenlauer | SC Traunstein SC Sonthofen          | 20:58,8 min |
| 3     | Baden-Württemberg | Florian Notz Janosch Brugger      | SZ Römerstein WSG Schluchsee        | 20:59,1 min |
| 4     | Sachsen           | Andy Kühne Valentin Mättig        | WSC Erzgebirge Oberwiesenthal       | 21:00,5 min |
| 5     | Bayern            | Niklas Homberg Florian Graf       | SK Berchtesgaden WSV Eppenschlag    | 21:06,0 min |
| 6     | Bayern            | Dominic Reiter Dominic Schmuck    | SC Ruhpolding SC Schleching         | 21:09,4 min |
| 7     | Thüringen         | Lucas Fratzscher Maximilian Janke | WSV 05 Oberhof                      | 21:12,6 min |
| 8     | Sachsen           | Jacob Vogt Richard Leupold        | SG Holzhau SK Dresden-Niedersedlitz | 21:13,8 min |

Datum: 23. März

### 3 × 5 km Staffel
| Platz | Verein                        | Name                                                     | Zeit        |
| ----- | ----------------------------- | -------------------------------------------------------- | ----------- |
| 1     | SK Berchtesgaden              | Michael Willeitner Sebastian Kistenmacher Niklas Homberg | 37:06,6 min |
| 2     | SC Ruhpolding                 | Marco Groß Lucas Lechner Dominic Reiter                  | 37:06,8 min |
| 3     | SC Sonthofen                  | Christian Dotzler Hannes Dotzler Sebastian Eisenlauer    | 37:27,9 min |
| 4     | SWV Goldlauter                | Niclas Stanger Florian Hollandt Marius Cebulla           | 37:29,4 min |
| 5     | WSC Erzgebirge Oberwiesenthal | Markus Heldt Andy Kühne Valentin Mättig                  | 37:48,6 min |

Datum: 25. März 

Es waren 59 Staffeln am Start.

## Ergebnisse Frauen

### 20 km klassisch Massenstart
| Platz | Name             | Verein                        | Zeit        |
| ----- | ---------------- | ----------------------------- | ----------- |
| 1     | Katharina Hennig | WSC Erzgebirge Oberwiesenthal | 53:40,7 min |
| 2     | Stefanie Böhler  | SC Ibach                      | 53:41,3 min |
| 3     | Sandra Ringwald  | ST Schonach-Rohrhardsberg     | 54:25,1 min |
| 4     | Anne Winkler     | SSV Sayda                     | 54:42,2 min |
| 5     | Laura Gimmler    | SC Oberstdorf                 | 54:56,6 min |
| 6     | Monique Siegel   | SC Norweger 1896 Annaberg     | 55:00,4 min |
| 7     | Antonia Fräbel   | WSV Asbach                    | 56:02,3 min |
| 8     | Julia Richter    | SSV Sayda                     | 56:10,7 min |
| 9     | Nadine Herrmann  | Bockauer SV                   | 57:10,0 min |
| 10    | Hanna Kolb       | TSV Buchenberg                | 57:14,4 min |

Datum: 24. März

Am Start waren 15 Teilnehmerinnen.

### Teamsprint Freistil
| Platz | Landesverband     | Name                            | Verein                                                  | Zeit        |
| ----- | ----------------- | ------------------------------- | ------------------------------------------------------- | ----------- |
| 1     | Baden-Württemberg | Stefanie Böhler Sandra Ringwald | SC Ibach ST Schonach-Rohrhardsberg                      | 17:58,3 min |
| 2     | Sachsen           | Katharina Hennig Anne Winkler   | WSC Erzgebirge Oberwiesenthal SSV Sayda                 | 18:01,1 min |
| 3     | Bayern            | Laura Gimmler Hanna Kolb        | SC Oberstdorf TSV Buchenberg                            | 18:04,6 min |
| 4     | Sachsen           | Monique Siegel Julia Belger     | SC Norweger 1896 Annaberg WSC Erzgebirge Oberwiesenthal | 18:17,2 min |
| 5     | Thüringen         | Theresa Eichhorn Antonia Fräbel | SV Biberau WSV Asbach                                   | 18:31,2 min |

Datum: 23. März

### 3 × 3 km Staffel
| Platz | Verein                        | Name                                          | Zeit        |
| ----- | ----------------------------- | --------------------------------------------- | ----------- |
| 1     | SC Oberstdorf                 | Mina Thannmeier Celine Mayer Laura Gimmler    | 22:13,6 min |
| 2     | SSV Sayda                     | Anne Winkler Merle Richter Julia Richter      | 22:17,3 min |
| 3     | TSV Buchenberg                | Lena Keck Sarah Schaber Hanna Kolb            | 22:28,1 min |
| 4     | WSC Erzgebirge Oberwiesenthal | Julia Belger Angelina Franke Katharina Hennig | 22:45,1 min |
| 5     | SV Oberteisendorf             | Viktoria Valentin Lisa Zinnecker Lena Bächle  | 23:20,6 min |

Datum: 25. März 

Es waren 29 Staffeln am Start.

## Mixed

### Staffel
| Platz | Verein                  | Name                                              | Zeit        |
| ----- | ----------------------- | ------------------------------------------------- | ----------- |
| 1     | WSV Oberhof             | Lisa Lohmann Maximillian Janke Lucas Fratzscher   | 31:32,5 min |
| 2     | SC Steinbach-Hallenberg | Katherine Sauerbrey Chris-Ole Sauerbrey Paul Endt | 32:20,4 min |
| 3     | SC Gaißach              | Vroni Kaltenhauser Benedikt Ertl Lucas Bögl       | 32:47,0 min |
| 4     | Rhöner WSV              | Cindy Kammler Florian Strauch Thomas Bing         | 32:57,8 min |
| 5     | SC/TV Gefrees           | Kim Hager Florian Rohde Jonas Seibel              | 32:59,5 min |

Datum: 25. März 

Es waren 43 Staffeln am Start.